# 信長之野望Online
《信長之野望Online》，由日本遊戲公司KOEI所開發的MMORPG。此遊戲起始日2005年7月15日（開放 BETA 版）開始至今。

## 職業
該遊戲目前有侍、僧、神主/巫女、陰陽師、忍者、鍛冶師、藥師等職業，後期追加傾奇者。各職業特化技能如下：
- 侍：武藝、武士道、軍學
- 僧：僧兵、佛門、密教
- 神主/巫女：神典、古神、雅樂
- 陰陽師：陰陽道、仙論、召喚
- 忍者：秘忍、暗殺、術忍
- 鍛冶師：刀鍛、鎧鍛、砲鍛
- 藥師：高醫、神通、修驗道
- 傾奇者：殺陣、演舞、能樂

## 生產
各職業生產品項如下：
- 侍：柄類、弓、箭、錫杖、籠手
- 僧：冠冕、頭巾、袋、繪畫、茶器
- 神主/巫女：髮飾、首飾、弓（次要）、箭、材料盒、赋予石
- 陰陽師：腰帶、僧衣、法衣、水干、束帶
- 忍者：手裡劍、忍者刀、忍者防具、鞋、妖刀
- 鍛冶師：星盔、筋兜、面具、烏盔帽、腹當、腹卷、大鎧、胴丸、當世具足、南蠻具足、刀、短槍、長槍、劍、長刀、手裡劍、鐵砲
- 藥師：恢復藥、強壯藥、詛咒藥、屬性藥、染料、護身符
- 傾奇者：化妝、面具、入魂石

## 稼業
信長舊有生產模式已於「覺醒之章」後由職業獨立出來，轉變為「稼業」系統。稼業粗略分為「生產類稼業」與「採集類稼業」。生產稼業有刀匠、暗器匠、棒杖棍匠、鐵炮匠、弓匠、長柄匠、具足師、吳服師、縫箔師、輕鎧師、數奇者、醫師、研磨師及家具工匠；採集稼業有伐木工匠、採藥師、採集工匠及採礦師。總計有十八種稼業。一個人物可以選擇兩種稼業，也可透過支付金錢轉換稼業。
各生產類稼業之生產品項如下：
- 刀匠：刀劍
- 暗器匠：妖刀、短劍、手裏劍
- 棒杖棍匠：棍棒、錫杖
- 槍砲匠：槍砲、子彈
- 弓匠：弓、箭矢
- 長柄匠：槍、長刀
- 具足師：筋盔、變形盔、星盔、具足鎧甲、腹當、腹卷、胴丸、當世具足、南蠻具足、大鎧、手套
- 吳服師：頭巾、長絹、護身符
- 縫箔師：冠冕、縫箔、項鏈
- 數奇者：繪畫、茶器、茶點、書籍、理髮品、裝飾品、盔飾、化妝品
- 醫師：恢復藥、強壯藥、詛咒藥、屬性藥、染料
- 研磨師：材料、賦予石、入魂材料、魔輝晶‧拾貳、夏姬凰晶、夏姬醒晶
- 家具工匠：箱子、行囊、家具

各採集類稼業之採集與生產品項如下：
- 伐木工匠
  - 採集：木材系材料
  - 生產：長柄類材料
- 採藥師
  - 採集：植物系材料
  - 生產：製藥所需之材料
- 採集工匠
  - 採集：各類裝備生產材料
  - 生產：絲線類材料
- 採礦師
  - 採集：各類裝備生產材料
  - 生產：礦類材料

## 入魂/賦予

### 生、氣效果上升
- 蛋白石 生命力+
- 霰石 氣合+

### 能力效果上升
- 方解石 腕力+
- 天河石 耐久+
- 石榴石 靈巧+
- 天眼石 智力+
- 薔薇輝石  魅力+

### 屬性效果上升
- 藍銅石 土+
- 螢石 水+
- 雞血石 火+
- 天珠 風+

### 各式珠玉
- 扇貝珠玉（生命力）
- 珠玉（氣力）
- 琥珀珠玉（腕力）
- 水晶珠玉（耐力）
- 珊瑚珠玉（靈巧）
- 真珠珠玉（智力）
- 琉璃珠玉（魅力）
- 碧玉珠玉（土）
- 青玉珠玉（水）
- 紅玉珠玉（火）
- 翡翠珠玉（風）
- 陽光之光輝（提升生命氣合上限）
- 月影之光輝（提升能力上限）

## 大名
| 大名   | 總大將     | 初期統治地域     | 主要城市           |
| ------ | ---------- | ---------------- | ------------------ |
| 上杉家 | 上杉謙信   | 越後、越中、上野 | 春日山、富山、前橋 |
| 北條家 | 北條氏康   | 相模、武藏       | 小田原、川越       |
| 今川家 | 今川義元   | 駿河、遠江       | 駿府、濱松         |
| 武田家 | 武田信玄   | 甲斐、信濃       | 甲府、松本         |
| 德川家 | 德川家康   | 三河             | 岡崎               |
| 織田家 | 織田信長   | 尾張             | 那古野             |
| 齋藤家 | 齋藤道三   | 美濃             | 稻葉山             |
| 朝倉家 | 朝倉義景   | 越前             | 一乘谷             |
| 淺井家 | 淺井長政   | 近江             | 小谷               |
| 足利家 | 足利義輝   | 山城             | 京都               |
| 伊賀忍 | 百地三太夫 | 伊賀鄉           | 伊賀鄉             |
| 三好家 | 三好長慶   | 攝津和泉、大和   | 大阪、奈良         |
| 本願寺 | 本願寺顯如 | 加賀、伊勢       | 金澤、長島         |
| 雜賀眾 | 雜賀孫市   | 紀伊             | 雜賀鄉             |
| 真田家 | 真田昌幸   | 信濃             | 上田城             |
| 伊達家 | 伊達政宗   | 陸奧             | 仙台城             |

## 版本導入

### 星野山深闊洞穴（2006/5/24）開山實裝版本導入
具有10層樓的大型迷宮，考驗隊友的默契與攻擊的熟練技巧。
- 1F（山颪）
- 2F（邪術師）
- 3F（不落怪提燈）
- 4F（魅樂）
- 5F（簸箕婆婆）
- 6F（辨別者）：犬神・動、犬神・靜
- 7F（白哨兵）：隱藏之里齋女、在明無双者、受觀戰住持、南蠻船頭、下野宰相、高麗中醫名醫
- 8F（邪術師）
- 9F（黒風丸）
- 10F（墮落召喚士）
  - 裏10F（妖魔召喚士）

#### 冒險景點
昇仙峽（甲斐）、地獄谷（相模）、佐渡金山（越後）、富士地下洞穴（駿河）、東尋坊洞穴（越前）、忍者砦（伊賀）、比叡山（近江）、比叡山叢雲堂（比叡山內部，NPC彪大師）、千引石洞穴（紀伊）、祕界（攝津和泉，堺港，NPC桑喬）、濱名湖底洞穴（遠江）、蜃氣樓之塔（越中）、三輪山（大和）

#### 高級冒險區
黃泉比良坂（山城神社，NPC八尋）、根之國（黃泉比良坂後段）、伊邪那美神宮（根之國後段）

#### TD試練
五種不同地形的試練場所，包括幻影館、鶯谷姬塚、龍爪山古剎、婆娑羅巢窟、安計呂山之庵。

### 破天之章新景點（2007/4/25）實裝導入
- 上野
  - 龍隱門：鎧剛鬼→獏神
  - 不入山冥境：魔鬼→禍神使者→魔龍
- 三河
  - 眩迷淺灘：獨角大馬→大海王
  - 海神宮：冰結魔人→水神王
- 攝津和泉
  - 扶桑之森：國之狹霧神、天之狹霧神→叢雲大蛇
  - 天之雲嶺：國之闇戶神、天之闇戶神→迦樓羅→天翼龍

### 九州爭霸之章（2008 / 7/ 2）實裝導入VER4.00
- 奧義技能實裝

- 杏葉大友家
  - 野戰：今山、耳川
  - 城攻：佐賀城、鹿兒島城
- 劍花菱龍造寺家
  - 野戰：沖田畷、今山
  - 城攻：鹿兒島城、府內城
- 丸十字島津家
  - 野戰：耳川、沖田畷（2001友好）
  - 城攻：府內城（耳5达成）、佐賀城（10001+友好，冲5任务达成）

#### 凶神的冥宮
- 兇變伊邪那美宮：析雷、伏雷、黑雷、機巧夜叉
- 道魔根之國：若雷、鳴雷、土雷、蘆屋道滿
- 逢魔的黃泉路：火雷、大雷、六迷魔道、伊邪那美

#### 合戰場
地形分為雪山、雪原、草原、海岸、河畔、山林、平地、盆地、山岳、林道、峠。尚有復國戰，樣式類似攻城戰。

#### 合戰場一覽
- 川中島：越後 - 信濃
- 糸魚川：越後 - 越中
- 三国峠：越後 - 上野
- 鳥居峠：上野 - 信濃
- 利根川：上野 - 武蔵
- 三增峠：武蔵 - 甲斐
- 入間川：武蔵 - 相模
- 伊豆沖：相模 - 駿河
- 大井川：駿河 - 遠江
- 富士川：駿河 - 甲斐
- 上田原：甲斐 - 信濃
- 木曾川：信濃 - 美濃
- 長篠：信濃 - 遠江
- 三方原：遠江 - 三河
- 桶狹間：三河 - 尾張
- 木曾川沖：尾張 - 伊勢
- 小牧山：尾張 - 美濃
- 姉川：美濃 - 越前
- 關原：美濃 - 近江
- 手取川：越中 - 加賀
- 坂井平野：加賀 - 越前
- 賤岳：越前 - 近江
- 大津：近江 - 山城
- 甲賀：近江 - 伊勢
- 鈴鹿峠：伊勢 - 伊賀
- 笠置山：伊賀 - 大和
- 宇治：大和 - 山城
- 金剛山：大和 - 攝津和泉
- 吉野：大和 - 紀伊
- 田倉崎：攝津和泉 - 紀伊
- 天王山：攝津和泉 - 山城

#### 爭霸之章
- 九州三國志（分別為島津、大友、龍造寺三家爭奪九州之任務）

- 高千穗（挑戰弁才天、五十猛神、風神、雷神、火神之場所，需組滿14人方可入場）

- 戰國繪卷

- 中級者任務（lv.5以上~lv.50以下方可承接任務）

- 上級者任務（lv.50以上方可承接）分別為：劍聖篇、不老的祕藥篇

### 鍊磨之刻（2008/12/24）台版實裝
- 瓦版任務
  - 一般
  - 特別
  - 號外

### 覺醒之刻（2009/1/21）台版實裝
等級上限提升至65，新增特化技能覺醒等級。

### 一門之刻（2010/5/26）台版實裝
- 新增戰國工會系統（一門）
- 屋敷新增飼養寵物（小狗）

### 新星之章（2010/7/28）台版實裝
本版開放新迷宮。
第一陣：邁向統一天下的黎明（天下への夜明け），2010.07.28
- 序　章：鬼門比叡山
- 第一章：松島

第二陣：飛翔！獨眼龍（飛翔！独眼竜），2010.12.01
- 第二章：人取橋

第三陣：風雲！小田原之陣（陣 「風雲！小田原の陣），2011.09.21
- 第三章：小田原之陣

第四陣：決戰！關原之陣（決戦！関ヶ原の陣），2012.02.08
- 第四章：關原之陣

終陣：再見！獨眼龍（さらば！独眼竜），2012.05.02
- 終　章：時之空洞

### 鳳凰之章（2012/8/22）台版實裝
- 實裝特化七技能
- 專屬領地系統「城下町」
- 新增加「家臣團」系統
- 全新地圖「秀吉戰記」

第一陣：桶狹間 達成天下人之道（桶狭間 天下人への道），2012.8.22
第二陣：長篠之戰（長篠の戦い），2012.12.19
第三陣：山崎之戰（山崎の戦い），2013.03.13
第四陣：賤岳之戰（賤岳の戦い），2013.06.14

### 天下夢幻之章（2013/7/10）台版實裝
第一陣：本能寺之變，2013.07.10
- 實裝特化八技能
- 導入「士氣玉」系統並新增「陣營技能」
- 新增戰鬥機制「攻城戰」
- 新增「軍神」系統
- 新增共通地圖「安土」，並新增「冒險版」機能，使玩家便利於組隊
- 新增全伺服器共通迷宮
- 實裝道具「換錢手形」

第二陣：新時代揭幕，2014.04.23
- 廢除「檢分系統」及「大決戰」
- 變更武將弱化規則
- 變更合戰期程
- 新增「專屬商人」與「威望商人」，合戰功績報酬交換
- 新增合戰兵種「大筒」，並於兵種「步兵」新增「工作」指令
- 導入變更裝備外貌的「融合」機能，並固定生產裝備時「入魂」鍛鍊數值為5
- 新增攻城戰兵種「盾」，並開放軍團、兵種等級上限
- 廢除死亡時處罰(金錢減少)的機制

第三陣：亂世的羈絆
- 廢除「獨眼龍之野望」迷宮入場限制，並且於迷宮中可釋出最多6名家臣
- 減少設立一門的人物至5人，並增加一門所屬最大人數
- 集團對話改為發布、閱覽、參加均更為自由的形式。取消公開對話的「參加者名單」機能
- 進行遊戲內既存複數個的交流機能的整理與調整，讓初次接觸「信長之野望 Online」的玩家都能善加運用交流機能

第四陣：決戰之刻
- 實裝特化九技能
- 潛在系統「練達」項目增加一格
- 新增道場「特殊任務」：安計呂山之庵、鶯谷姬塚
- 撤除「家臣團手印」之繳納數量限制

### 覺醒之章（2015/4/15）台版實裝
第一陣：為了一統天下！，2015.04.15
- 實裝特化十技能
- 修正天下人得分
- 導入統一戰分季制
- 合戰模式新設「侵略戰」，並廢除「復興戰」（滅亡勢力成為攻打勢力之屬國）
- 國勢方面廢除項目：據點戰、領土開發、部隊配屬條件、中途移籍制度、伊勢路之戰
- 生產與採集自職業中獨立，轉變為18種「稼業」系統
- 新增「大名物任務」，廢除舊有「藤岡屋瓦版任務」
- 廢除「知行」系統與相關物品，並將原全職業可生產物品稼業化
- 新增「上覽武鬥祭」：群雄之演

第二陣：武技覺醒，2015.07.29
- 廢除舊有流派技能，改為各職業特化專屬之「覺醒流派」
- 新設「技能覺醒成長格」，並將獲得的技能經驗值統一
- 改善覺醒設定畫面
- 新增「上覽武鬥祭」：神魔之演，並新增較簡易攻略的難度「序」
- 改善戰鬥相關玩家操作介面

第三陣：伊達參上，台版已經實裝
- 新增新大名‧伊達家
- 新增攻略進攻型迷宮「龍泉洞」
- 新增攻略進攻型迷宮「中尊寺」
- 新增城戰「嚴島之戰」

### 勇士之章（2016/12/21）台版實裝
第一陣：真田家參戰，2016.12.21
- 實裝特化十一技能
- 新國勢系統【策謀】：獻策系統新增【策謀】。

```
 (1)指定勢力奪取大名物的【大名物搶奪】與在合戰當總戰果落後時，提升戰鬥能力的【背水之陣】等，運用各種計謀提升國勢。
 (2)每週可執行一次【策謀】，需要累積【策謀值】的點數。策謀值全勢力每週都可以獲得相同數值，但是每個策謀的值都不同。
 (3)天下人排行越低的勢力，執行所需策謀值會越少。
```

- 國勢系統的調整：配合新勢力【真田家】與新系統【策謀】的導入，調整國勢系統。
- 新增真田傳～第二次上田合戰
- 新·戰鬥系統：武裝替換
- 新·武器成長系統：九十九之力
- 第一陣導入的其他變更點與改善點：

```
 (1)玩家人物等級上升值開放至75。（人物的賦予上限也隨等級上限開放） 
 (2)合戰登場NPC能力與使用技能性能提升。 
 (3)領國市新增商品。 
 (4)撤除腰袋的轉換，變更成長方法及賦予值分配方法。依目前腰袋等級與價值，統一轉換為【勇士腰袋】。
 (5)不用透過NPC【評定眾輔佐】，在成長值達上限時，會增加可分配的賦予值。（價值Ｘ５＝賦予能力總合）
 (6)勇士腰袋，具有名工技法的效果。分配次數無限制，單一能力最高上限+40。
```